# Pârâul Țigăniei
Pârâul Țigăniei este un afluent al râului Cornet. 